# Koulamoutou
Koulamoutou är en stad i Gabon, huvudstad i provinsen Ogooué-Lolo. Den ligger i den centrala delen av landet, 400 km sydost om huvudstaden Libreville. Antalet invånare är 16 222.